# テレサ・ポルテラ
テレサ・ポルテラ（Teresa Portela）ことマリア・テレサ・ポルテラ・リバス（María Teresa Portela Rivas, 1982年5月5日 - ）は、スペイン・ガリシア州ポンテベドラ県カンガス出身の女子カヌー選手（スプリント）。
初めて夏季オリンピックに6大会連続で出場したスペイン人女性アスリートである。東京オリンピックK-1 200mで銀メダルを獲得した。夫のダビド・マスカトーもカヌー選手である。なお、ポルトガルには1987年生のカヌースプリント選手としてテレサ・ポルテラがいる。

## 経歴
2000年にオーストラリアのシドニーで開催されたシドニーオリンピックでは、K-1 500mに出場した。
2002年にはカヌースプリント世界選手権のK-1 200mで優勝した。2004年にギリシャのアテネで開催されたアテネオリンピックでは、ベアトリス・マンチョンとのペアで出場したK-2 500mで5位となり、K-4 500mでも5位となった。
2005年には世界選手権のK-1 200 mで2度目の優勝を飾った。2008年に中国の北京で開催された北京オリンピックでは、K-4 500mで5位となり、K-1 500mにも出場した。
2012年にイギリスのロンドンで開催されたロンドンオリンピックでは、K-1 200mで4位となった。
2016年にブラジルのリオデジャネイロで開催されたリオデジャネイロオリンピックでは、K-1 200mで6位となった。
2021年に日本の東京で開催された東京オリンピックでは、K-1 200mで銀メダルを獲得し、37歳にしてオリンピックにおける初メダルとなった。

## 成績
オリンピック
- 銀メダル : 2020年東京 K-1 200m

カヌースプリント世界選手権
- 優勝 : 2002年K-1 200m、2005年K-1 200 m
- 2位 : 2001年K-4 200m、2002年K-4 200m 2位、2003年K-1 200m 2位、2003年K-2 200m 2位、2003年K-4 200m 2位、2005年K-2 200m 2位、2022年K-2 200m
- 3位 : 2001年K-4 500m、2002年K-4 500m、2003年K-4 500m、2005年K-4 200m、2009年K-4 200m、2009年K-4 500m、2015年K-1 200m、2019年K-1 200m、2023年K-4 500m

カヌースプリントヨーロッパ選手権
- 優勝 : 2002年K-1 200m、2002年K-4 200m、2004年K-1 200m、2004年K-2 200m、2004年K-4 200m、2006年K-1 200m、2009年K-1 200m
- 2位 : 2001年K-4 200m、2002年K-4 500m、2011年K-1 200m、2013年K-1 200m
- 3位 : 2001年K-4 500m、2004年K-2 500m、2004年K-4 500m、2008年K-4 500m、2010年K-1 200m、2010年K-4 500m

地中海競技大会
- 優勝 : 2018年K-1 200m
- 2位 : 2005年K-1 500m、2009年K-1 500m